# В'єкес (Пуерто-Рико)
В'єкес (ісп. Vieques, МФА: [ˈbjekes]) — муніципалітет Пуерто-Рико, острівної території у складі США.

## Географія
Муніципалітет займає територію однойменного острова. Площа суходолу муніципалітету складає 135 км² (24-е місце за цим показником серед 78 муніципалітетів Пуерто-Рико).

## Демографія
Станом на 2010 рік на території муніципалітету мешкало 9 301 ос.
Динаміка чисельності населення:

## Населені пункти
Найбільші населені пункти муніципалітету В'єкес:
| Населений пункт | Статус | Населення :   | Населення :   | Населення :   |
| Населений пункт | Статус | на 01.04.1990 | на 01.04.2000 | на 01.04.2010 |
| --------------- | ------ | ------------- | ------------- | ------------- |
| Есперанса       | Селище | 1 183         | 1 092         | 1 219         |
| В'єкес          | Місто  | 2 359         | 2 136         | 1 938         |